# Didymoplexis himalaica
Didymoplexis himalaica är en orkidéart som beskrevs av Rudolf Schlechter. Didymoplexis himalaica ingår i släktet Didymoplexis och familjen orkidéer. Inga underarter finns listade i Catalogue of Life.